# Prince Edward Island Progressive Conservative Party
Die Prince Edward Island Progressive Conservative Party ist eine konservative Partei in der kanadischen Provinz Prince Edward Island. Wie bei Regionalparteien in Kanada üblich, ist sie nur lose mit der Mutterpartei auf Bundesebene, der Konservativen Partei Kanadas verbunden. Parteiführer ist Dennis King, der seit den Wahlen im Jahr 2019 als Regierungschef der Provinz amtiert. In der Legislativversammlung von Prince Edward Island nimmt die Partei 13 der 27 Sitze ein.
Seit ihrer Gründung im Jahr 1851 sind die Progressiven Konservativen (bis 1942 als Conservative Party bezeichnet) neben den Liberalen die einzige Partei, die auf Provinzebene die Regierung stellte. Zwischen beiden Parteien bestehen nur wenige Unterschiede: Beide positionieren sich in der Mitte des politischen Spektrums, wobei die Konservativen in einzelnen Sachfragen eher nach rechts, die Liberalen eher nach links tendieren. Die Konservativen finden ihre Anhänger traditionell eher bei Protestanten und im Osten der Insel, die Liberalen eher bei Katholiken und bei französischsprachigen Akadiern im Westen der Insel. Wie in den übrigen atlantischen Provinzen üblich, sind die Konservativen von Prince Edward Island weniger rechts stehend als die Bundespartei.

## Premierminister
- John Holl (1854–1855)
- Edward Palmer (1859–1863)
- John Hamilton Gray (1863–1865)
- James Colledge Pope (1865–67, 1870–72, 1873)
- Lemuel Owen (1873–76)
- William Wilfred Sullivan (1879–1889)
- Neil McLeod (1889–1891)
- John Alexander Mathieson (1911–1917)
- Aubin-Edmond Arsenault (1917–1919)
- James David Stewart (1923–1927, 1931–33)
- William J. P. MacMillan (1933–1935)
- Walter Russell Shaw (1959–1966)
- Angus MacLean (1979–1981)
- James Lee (1981–1986)
- Pat Binns (1996–2007)
- Dennis King (seit 2019)

## Wahlergebnisse
| Wahl | Sitze total | Kandi- daten | Gew. Sitze | Stimmen | Anteil  |
| ---- | ----------- | ------------ | ---------- | ------- | ------- |
| 2023 | 27          | 27           | 22         | 41.828  | 55,92 % |
| 2019 | 27          | 27           | 13         | 30.415  | 36,73 % |
| 2015 | 27          | 27           | 8          | 30.663  | 36,39 % |
| 2011 | 27          | 27           | 5          | 29.950  | 40,18 % |
| 2007 | 27          | 27           | 4          | 33.754  | 41,35 % |
| 2003 | 27          | 27           | 23         | 43.712  | 54,29 % |
| 2000 | 27          | 27           | 26         | 45.820  | 58,00 % |
| 1996 | 27          | 27           | 18         | 37.910  | 47,39 % |
| 1993 | 32          | 32           | 1          | 57.549  | 39,51 % |
| 1989 | 32          | 32           | 2          | 50.731  | 35,82 % |
| 1986 | 32          | 32           | 11         | 68.062  | 45,53 % |
| 1982 | 32          | 32           | 21         | 71.274  | 53,72 % |
| 1979 | 32          | 32           | 21         | 68.440  | 53,27 % |
| 1978 | 32          | 32           | 15         | 60.878  | 48,15 % |
| 1974 | 32          | 32           | 6          | 47.470  | 39,89 % |
| 1970 | 32          | 32           | 5          | 46.015  | 41,64 % |
| 1966 | 32          | 32           | 15         | 46.118  | 49,49 % |
| 1962 | 30          | 30           | 19         | 44.707  | 50,62 % |
| 1959 | 30          | 30           | 22         | 43.845  | 50,95 % |
| 1955 | 30          | 30           | 3          | 36.705  | 44,97 % |
| 1951 | 30          | 30           | 6          | 36.921  | 46,67 % |
| 1947 | 30          | 30           | 6          | 36.661  | 42,25 % |
| 1943 | 30          | 30           | 10         | 31.849  | 46,1 %  |
| 1939 | 30          | 30           | 3          | 35.600  | 47,0 %  |
| 1935 | 30          | 30           | 0          | 31.840  | 42,1 %  |
| 1931 | 30          | 30           | 18         | 36.219  | 51,7 %  |
| 1927 | 30          | 30           | 6          | 30.072  | 46,9 %  |
| 1923 | 30          | 30           | 25         | 27.143  | 52,3 %  |
| 1919 | 30          | 30           | 5          | 16.669  | 44,8 %  |
| 1915 | 30          | 30           | 17         | 17.179  | 50,1 %  |
| 1912 | 30          | 30           | 28         | 15.963  | 59,2 %  |
| 1908 | 30          | 30           | 13         | 14.541  | 48,4 %  |
| 1904 | 30          | 30           | 8          | 14.427  | 45,9 %  |
| 1900 | 30          | 30           | 8          | 14.699  | 46,5 %  |